# Episodi di Kevin Spencer (prima stagione)
La prima stagione della serie animata Kevin Spencer, composta da 13 episodi, è stata trasmessa in Canada, da The Comedy Network, dal 31 ottobre 1998.
In Italia la stagione è inedita.
| nº | Titolo originale                                | Prima TV USA     |
| -- | ----------------------------------------------- | ---------------- |
| 1  | A First Time For Everything                     | 17 gennaio 1999  |
| 2  | Allen the Magic Goose                           | 24 gennaio 1999  |
| 3  | Life Lessons                                    | 31 gennaio 1999  |
| 4  | A Pillar of the Community                       | 7 febbraio 1999  |
| 5  | Family Values                                   | 14 febbraio 1999 |
| 6  | The Golden Days of Youth                        | 21 febbraio 1999 |
| 7  | Psychiatrist #1                                 | 28 febbraio 1999 |
| 8  | The New Mr. Franklin (Parent/Teacher Interview) | 7 marzo 1999     |
| 9  | Fire Starter                                    | 14 marzo 1999    |
| 10 | Ward of the State                               | 21 marzo 1999    |
| 11 | Public Offender                                 | 28 marzo 1999    |
| 12 | Drugs for the Democracy                         | 4 aprile 1999    |
| 13 | Keep the Home Fires Burning                     | 11 aprile 1999   |

## A First Time For Everything
- Diretto da: Dave Bigelow
- Scritto da: Greg Lawrence

### Trama
Kevin va in una prigione per adulti e viene costretto a partecipare a tre sessioni psichiatriche a settimana. Durante le sessioni, Kevin racconta al dottore la storia della sua infanzia. Più tardi si scontra con un altro detenuto, Slappy, a cui risponde dando fuoco alla sua cella.

## Allen the Magic Goose
- Diretto da: Dave Bigelow
- Scritto da: Greg Lawrence

### Trama
Viene introdotto l'amico immaginario di Kevin, Allen, con il quale sviluppano la natura violenta del ragazzo. Nel frattempo Pete Wilcox, un grosso e violento detenuto affetto da disturbo di personalità multipla, viene ricoverato in prigione e pensa che Kevin sia Gesù risorto per conquistare con successo il mercato nero della prigione.

## Life Lessons
- Diretto da: Dave Bigelow
- Scritto da: Greg Lawrence

### Trama
La natura violenta di Kevin lo porta a dover passare del tempo nella cella imbottita, con il suo medico che lo visita regolarmente. Quando gli viene chiesto di condividere più delle sue esperienze d'infanzia, Kevin racconta di una volta in cui ha sparato ad uno struzzo dopo essere stato abbandonato da suo padre durante una battuta di caccia.

## A Pillar of the Community
- Diretto da: Dave Bigelow
- Scritto da: Greg Lawrence

### Trama
Kevin descrive allo psichiatra la sua esperienza nel servizio alla comunità. In un'occasione, Kevin fallì miseramente come aiuto agricolo. Un'altra volta, mentre lavorava come addetto al ricevimento in un grande magazzino, Kevin ha attaccato un uomo che ha scambiato per Allen. Più tardi, Kevin convince Pete a scavargli un passaggio per uscire dal centro di detenzione.

## Family Values
- Diretto da: Dave Bigelow
- Scritto da: Greg Lawrence

### Trama
Kevin ricorda una volta in cui fu rilasciato dal centro di detenzione e i suoi genitori gli organizzarono una mediocre festa a sorpresa. Kevin e suo padre escono di casa in cerca di biglietti della lotteria. Quando vincono, Percy beve fino all'incoscienza e Kevin ruba la parte di denaro di suo padre. Kevin finisce i soldi e decide di vendere la sua nuova casa e la sua macchina per una bottiglia di alcol e un pacchetto di sigarette.

## The Golden Days of Youth
- Diretto da: Dave Bigelow
- Scritto da: Greg Lawrence e Rick Kaulbars

### Trama
Lo psichiatra chiede a Kevin sulla sua situazione con le ragazze e il ragazzo comincia a descrivere il suo primo bacio durante una festa. Alla domanda su sua madre, Kevin descrive una volta in cui Anastasia ha preso Kevin da scuola per fare shopping, prendendolo successivamente in giro tutto il giorno. Più tardi, Kevin e Percy scappano di prigione per andare a guardare delle spogliarelliste.

## Psychiatrist #1
- Diretto da: Dave Bigelow
- Scritto da: Greg Lawrence e Rick Kaulbars

### Trama
Il malvagio fratello gemello del dottore chiede a Kevin della morte e della sua infanzia. Kevin descrive un giorno in cui i suoi genitori si sono ubriacati ad un funerale e lo hanno mandato in camera da letto per rubare dei gioielli. Più tardi, Kevin descrive una vacanza in famiglia molto deludente.

## The New Mr. Franklin (Parent/Teacher Interview)
- Diretto da: Dave Bigelow
- Scritto da: Greg Lawrence e Rick Kaulbars

### Trama
Il comportamento di Kevin porta al limite lo psichiatra, portando il suo malvagio fratello gemello a prendere il suo posto. Il nuovo dottore inganna Kevin in una terapia con le scosse elettriche. Kevin si perde nei ricordi d'infanzia e ricorda una volta che ha dovuto promettere soldi a suo padre per farlo presentare ai colloqui.

## Ward of the State
- Diretto da: Dave Bigelow
- Scritto da: Greg Lawrence e Rick Kaulbars

### Trama
Completamente frustrato dalla mancanza di progressi di Kevin, il medico di Kevin lo manda al temuto Ward 5, un piano per coloro che sono ritenuti "incurabili". In un flashback, Kevin ricorda di aver trovato il corpo di un compagno di classe schiacciato su un binario. Quando decide di impegnare il lettore CD del bambino, i poliziotti lo fanno risalire a Kevin e insieme risolvono il mistero del bambino scomparso.

## Drugs for the Democracy
- Diretto da: Dave Bigelow
- Scritto da: Greg Lawrence e Rick Kaulbars

### Trama
In un ultimo e disperato tentativo di curare Kevin dalla sua psicosi, il Dott. Franklin gli prescrive farmaci sperimentali molto potenti che costringono Kevin a rievocare i ricordi senza l'aiuto di Allen. Un generale del Ministero della Difesa arriva per avvertirli che il nuovo farmaco consente alle persone di muovere le cose con la mente.

## Keep the Home Fires Burning
- Diretto da: Dave Bigelow
- Scritto da: Greg Lawrence e Rick Kaulbars

### Trama
Lo psichiatra di Kevin chiede informazioni sulla sua passione per il fuoco. Kevin racconta di aver fatto saltare in aria la sua casa la prima volta che suo padre gli ha insegnato a usare un accendino. Questo lo porta più tardi a far saltare in aria il campo di un contadino e la foresta adiacente. Tornato in prigione Kevin desidera ardentemente il comfort dell'infermeria, ma ricorda il suo ultimo tentativo sul fingere di ammalarsi.